# Allison Wagner
Pour les articles homonymes, voir Wagner.
Allison Marie Wagner, née le 21 juillet 1977 à Gainesville (Floride), est une nageuse américaine, spécialiste du quatre nages.

## Carrière
Allison Wagner remporte aux championnats pan-pacifiques 1993 de Kobe la médaille d'or du 200 mètres quatre nages et la médaille d'argent du 400 mètres quatre nages ; elle finit aux mêmes places aux championnats du monde en petit bassin 1993 à Palma de Majorque.
Aux championnats du monde 1994 à Rome, elle est médaillée d'argent du 200 mètres quatre nages et du 400 mètres quatre nages. Elle est nommée cette année-là Nageuse américaine de l'année par le Swimming World Magazine. Elle remporte une nouvelle médaille d'argent sur 400 mètres quatre nages aux championnats pan-pacifiques 1995 à Atlanta.
Elle remporte aux Jeux olympiques d'été de 1996 à Atlanta la médaille d'argent du 400 mètres quatre nages, et termine sixième de la finale du 200 mètres quatre nages.